# Hanzei
Hanzei (jap. 反正天皇, Hanzei-tennō; * 23. Januar 336 (?); † 12. Februar 410) war nach den Geschichtsbüchern Kojiki und Nihonshoki der 18. Tennō von Japan (406–410). Historiker identifizieren ihn mit dem japanischen König Chin (chinesisch 珍) in Dokumenten, wie dem Song Shu und dem Liang Shu (hier Mi (chinesisch 彌) genannt), aus dem Kaiserreich China.
Nach Kojiki und Nihonshoki war er ein Sohn Kaiser Nintokus, und sein Eigenname war Mitsuhawake (Prinz mit schönen Zähnen). Sein Bruder Kaiser Richū machte Hanzei zum Kronprinz.
Er hatte drei Töchter und einen Sohn, der jedoch den Thron nicht bestieg.